# Zu den heiligen Gräbern (Walkersbrunn)

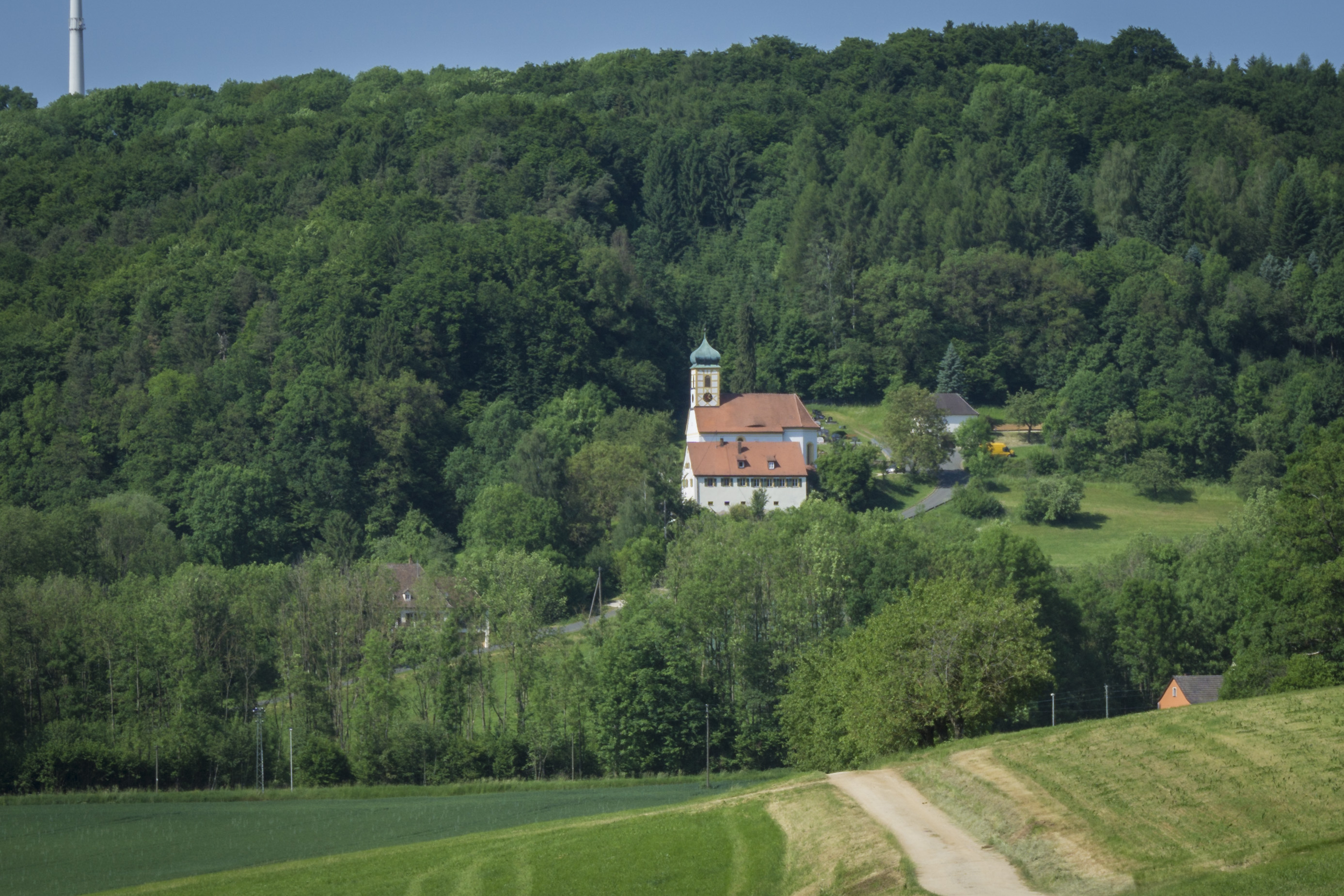
Zu den heiligen Gräbern (Walkersbrunn)

Die denkmalgeschützte, evangelisch-lutherische Pfarrkirche Zu den heiligen Gräbern steht in Walkersbrunn, einem Gemeindeteil der Stadt Gräfenberg im Landkreis Forchheim (Oberfranken, Bayern). Die Kirche ist unter der Denkmalnummer D-4-74-132-94 als Baudenkmal in der Bayerischen Denkmalliste eingetragen. Die Kirchengemeinde gehört zum Dekanat Gräfenberg im Kirchenkreis Nürnberg der Evangelisch-Lutherischen Kirche in Bayern.

## Beschreibung
Die Saalkirche wurde 1717 erbaut. Sie besteht aus einem Langhaus und einem eingezogenen Chor mit Fünfachtelschluss im Osten. Aus dem Satteldach des Langhauses erhebt sich im Westen ein quadratischer Dachreiter aus Holzfachwerk, in dessen Glockenstuhl drei Kirchenglocken hängen, und der mit einer Zwiebelhaube bedeckt ist. Der Innenraum ist mit Emporen ausgestattet, hinter dem Altar auf der Empore im Chor steht die Orgel mit 14 Registern auf zwei Manualen und Pedal, die von 1951 von G. F. Steinmeyer & Co. unter Opus 1799 gebaut wurde. Vor dem Chorbogen ist die Kanzel mit ihrem Schalldeckel angebracht.